# 猿の惑星 (映画)

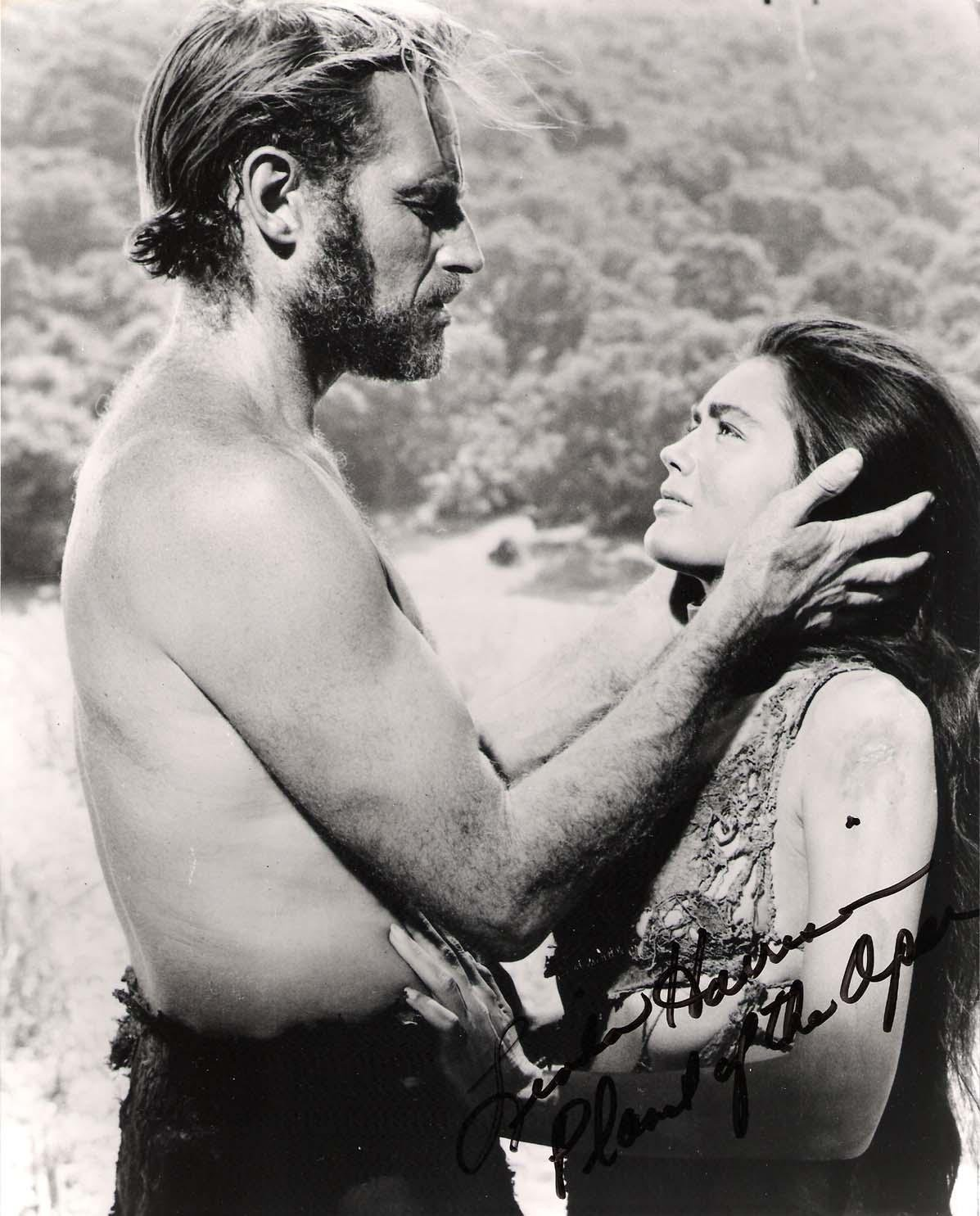
チャールトン・ヘストンとリンダ・ハリソン

『猿の惑星』（さるのわくせい、Planet of the Apes）は、1968年のアメリカ合衆国の映画。ピエール・ブールによるSF小説『猿の惑星』を原作とする『猿の惑星』シリーズ全5作の第1作。
スティーヴン・ジェイ・シュナイダーの『死ぬまでに観たい映画1001本』に掲載されている。

## あらすじ
4人の宇宙飛行士を乗せてケネディ宇宙センターから発進した一隻の宇宙船が、およそ6か月の宇宙飛行を経て、地球への帰還を目指していた。船長のテイラー（チャールトン・ヘストン）は準光速航行が、ハスライン博士の時間の理論に従って、船内時間が1972年7月14日、地球時間が2673年3月23日であることを確認した後、睡眠薬を注射して他の3人と同じように冬眠状態に入った。
しかし、その後何らかのトラブルが発生し、宇宙船はとある惑星の湖上へと不時着水した。着水と同時に冬眠装置が自動的に開き、テイラー、ドッジ、ランドンの男性3人は脱出したものの、女性飛行士のスチュアートは航行中の装置故障による空気漏れで既に死亡していた。幸いにも惑星は地球と同じような環境が保たれており、生き残った3人は沈みゆく船を離れ、ゴムボートで川を遡っていく。オアシスにたどり着いた一行は水浴びをするが、途中で何者かに衣服や物資を盗まれる。その後を追いかけた一行の前に現れたのは、原始人のような人間の群れを追いかける、銃で武装し馬に跨った猿の騎兵たちであった。猿たちは逃げ惑う人間に銃撃を加えながら追い詰めて行く。ドッジは射殺、ランドンは捕まり、テイラーは首に重傷を負い、そのまま意識を失う。やがてテイラーが気が付くと、大勢の人間が飼育されている動物病院において輸血を受けているところだった。
この星における猿にとって人間は、知能も低く、文化や言葉を持たない野蛮な下等動物に過ぎなかった。しかしテイラーを治療するチンパンジーの獣医・ジーラ博士（キム・ハンター）は、猿は元々人間から進化したものと考えて、それを立証すべく、独自に研究を続けていた。その婚約者で考古学者のコーネリアス（ロディ・マクドウォール）も、ジーラの学説には少し懐疑的ではあったが、猿社会ではタブーとされている「禁断地帯」を調査して、これまで真理とされてきた考えに大きな疑問を抱いていた。ジーラは、その行動が他の人間とは全く違い、しかも言葉を発しようとするテイラーに強く興味を示していた。怪我の後遺症で喋れないテイラーは、自分は言葉が分かることを紙に書いて伝えようとする。また、ジーラが同じ檻に入れた若い女性には自ら「ノバ」と名付ける。だが、ジーラとコーネリアスの上司であるオランウータンのザイアス博士（モーリス・エヴァンス）は、そんなテイラーを危険視し、意思疎通の試みを妨害する。
傷が回復したテイラーは脱走を試みるが、公衆の面前で捕まった時にとうとう言葉を発し、周囲の猿たちを大いに驚かせる。テイラーは裁判にかけられるが、法廷の真の目的は、何故テイラーが言葉を発するのかという議論ではなく、猿社会で当然の真理とされてきた思想に公然と刃向うジーラとコーネリアスの異端的言動を断罪する事にあった。裁判官たちはテイラーの主張を単なる戯言としか受け止められず、テイラーはジーラたちの陰謀によって生み出されたものと見なしていた。テイラーは離れ離れになった仲間との面会を求めるものの、捕えられていたランドンはザイアス達の手で脳外科手術が施されており、廃人と化していた。閉廷後、テイラーは一人ザイアスの執務室に呼びだされる。ザイアスはテイラーを、猿たちの「聖典」で禁足地とされている「禁断地帯」からやって来たミュータントだと考え、その通りに自供しなければ去勢と脳手術を施すと脅す。テイラーはザイアスが一体何を恐れているのかが分からなかった。
6時間の猶予を与えられて牢に戻されたテイラーだが、ジーラの甥のルシアスが助けにやってくる。審理の結果、重い処分を下されたジーラとコーネリアスは自ら「禁断地帯」へと向かい、自説の正しさと異端の無実を証明しようと決意したのだ。ノバを伴い、海岸に到着した彼らは、後を追って来たザイアスを釈明の為に岸壁の洞窟へと連れ込んだ。コーネリアスが以前に洞窟で発掘した出土品からは、約1200年前に書かれた「聖典」とは全く矛盾する、高度な技術が使われた遺物がいくつも発見されていたが、ザイアスは「聖典」が覆る事を恐れ、それを認めようとしない。その時、ザイアスの部下が攻撃を仕掛けてくるが、テイラーはザイアスを人質にとり、自分とノバのための武器と馬を要求する。
窮地に立たされたザイアスは、とうとう実は自身も密かに、現在の猿の文明は過去の人類文明の遺産であると考えていたことを白状する。彼は「聖典」と矛盾する事実をずっと隠蔽し続けていたのだ。テイラーはジーラたちに別れを告げると、ノバと馬に跨り、共に長い海岸線を辿って行った。一方のザイアスは、部下にテイラーを追うのをやめさせ、洞窟をただちに爆破させた上で、ジーラとコーネリアスを改めて裁くことを宣言する。ジーラはテイラーたちが禁断地帯の先で何を見つけるのか案ずるが、ザイアスは「人間の運命だ」と静かに言った。
そしてテイラーが海岸で見たものは衝撃的な「人間の運命」であった。

## 登場キャラクター
ジョージ・テイラー大佐
人間。ANSA宇宙船・リバティー1（イカルス号）の船長で宇宙飛行士。厭世的で偏屈な性格から宇宙飛行に志願し、仲間と共に「猿の惑星」へ到着する。
猿が決して足を踏み入れない「禁断の地」において衝撃的な事実を知る。
ノヴァ
惑星に住む人間の女性。原始人を思わせる粗末な毛皮を身に付けているだけであり、言葉は話せず知性を欠くが、テイラーに気に入られて「ノヴァ」の名前を与えられ、物語の終盤は行動を共にする。
コーネリアス
チンパンジーの考古学者。猿の文明の成立以前にいた人類を研究している。人間に対して懐疑的ではあるが、婚約者のジーラと共にテイラーを匿い、心強い味方となる。
ジーラ
チンパンジーの動物心理学者兼獣医で、人間をいかにして猿に近づけるかを研究している。非常に進歩的な思想を持っており、保守的なオランウータンや好戦的なゴリラたちから目の敵にされている。
コーネリアスよりも人間寄りの考え方で、テイラーやブレントにも一定の理解を示す。
ザイアス博士
オランウータンの科学庁長官。保守的な指導者層の一人であったが、禁断の地に、より高度な知能に変化した人類文明が存在していたことを知っており、そのためにさまざまな隠蔽工作を図るも、結局はテイラーの行動力と、彼の2重3重の罠の前にあえなく頓挫した。
日本語役は「ザイアス」だが、原語に近い発音だと「ゼイウス」となる。

## キャスト
| 役名                       | 俳優                     | 日本語吹替                 | 日本語吹替                               | 日本語吹替 |
| 役名                       | 俳優                     | TBS版                      | フジテレビ版                             | ソフト版   |
| -------------------------- | ------------------------ | -------------------------- | ---------------------------------------- | ---------- |
| ジョージ・テイラー大佐     | チャールトン・ヘストン   | 納谷悟朗                   | 納谷悟朗                                 | 納谷悟朗   |
| コーネリアス               | ロディ・マクドウォール   | 山田康雄                   | 近石真介                                 | 富山敬     |
| ジーラ                     | キム・ハンター           | 中村メイ子                 | 楠トシエ                                 | 平井道子   |
| ザイアス博士               | モーリス・エヴァンス     | 熊倉一雄                   | 大塚周夫                                 | 熊倉一雄   |
| ガイウス大統領             | ジェームズ・ホイットモア | 久米明                     | 久松保夫                                 | 槐柳二     |
| オノリアス博士             | ジェームズ・デイリー     | 小林昭二                   | 大木民夫                                 | 村松康雄   |
| ノバ                       | リンダ・ハリソン         | 台詞なし                   | 台詞なし                                 | 酒井環     |
| ジョン・ランドン中尉       | ロバート・ガンナー       | 富田耕生                   | 木村幌                                   | 仲村秀生   |
| ルシアス                   | ルー・ワグナー           | 納谷六朗                   | 富山敬                                   | 鈴置洋孝   |
| マクシマス博士             | ウッドロー・パーフレイ   | 北村弘一                   | 八奈見乗児                               | 杉田俊也   |
| トーマス・ドッジ中尉       | ジェフ・バートン         | 小林清志                   | 田中信夫                                 | 飯塚昭三   |
| ジュリアス                 | バック・カータリアン     | 渡部猛                     | 相模太郎                                 | 池水通洋   |
| セレク隊長                 | ノーマン・バートン       | 石井敏郎                   | 宮内幸平                                 | 峰恵研     |
| ガレン医師                 | ライト・キング           | 寺島幹夫                   | 台詞なし                                 | 村松康雄   |
| 牧師                       | ポール・ランバート       | 石井敏郎                   | 台詞なし                                 | 峰恵研     |
| マーカス中尉               | ボブ・ロンバルド         | 田中信夫                   | 渡部猛                                   |            |
| 廷吏                       | ジェームズ・ベーコン     | 村松康雄                   | 増岡弘                                   |            |
| マリアン・スチュアート中尉 | ダイアン・スタンレー     | 台詞なし                   | 台詞なし                                 | 台詞なし   |
| その他                     | N/A                      | 桂玲子 中島喜美栄 浅井淑子 | 水島晋 田中康郎 飯塚昭三 浅井淑子 遠藤晴 | 菅谷政子   |

- TBS版 - 初回放送1973年12月24日『月曜ロードショー』21:00 - 23:26（ノーカット）
- フジテレビ版 - 初回放送1975年4月11日『ゴールデン洋画劇場』21:00 - 22:55（約98分）
- ソフト版：1982年4月21日発売のレーザーディスク（品番・FY515-26MA）に初収録[4]。アルティメット・エディションDVD・BD収録。

2014年、20世紀フォックス ホーム エンターテイメント ジャパンの「吹替の帝王」シリーズ第6弾として、上記の3種の吹替版を収録した「猿の惑星〈日本語吹替完全版〉コレクターズ・ブルーレイBOX」が発売された。なお、TBS版は権利元に音源が現存せず、フィールドワークスの協力により視聴者の録画から復刻したものを収録しているが、“気狂い”など現在では不適切とされる用語がカットされた再放送の録画しか発見できなかったため、該当する数箇所が原語となっている。

## スタッフ
- 監督：フランクリン・J・シャフナー
- 製作：アーサー・P・ジェイコブス、モート・エイブラハムズ（英語版）
- 原作：ピエール・ブール
- 脚本：ロッド・サーリング、マイケル・ウィルソン
- 撮影：レオン・シャムロイ
- 特殊効果：L・B・アボット
- 特殊メイク：ジョン・チェンバース
- 編集：ヒュー・S・ファウラー（英語版）
- 音楽：ジェリー・ゴールドスミス

### 日本語版
- 字幕翻訳：岡枝慎二

| 吹替           | TBS版              | フジテレビ版       | ソフト版 |
| -------------- | ------------------ | ------------------ | -------- |
| 演出           | 山田悦司           | 田島荘三           |          |
| 翻訳           | トランスグローバル | トランスグローバル | 飯嶋永昭 |
| 調整           | 杉原日出弥         | 杉原日出弥         |          |
| 録音           | 紀尾井町スタジオ   | 紀尾井町スタジオ   |          |
| プロデューサー | 熊谷国雄           | 山崎宏             |          |
| 制作           | トランスグローバル | トランスグローバル | 東北新社 |

## メカニック
イカルス号
ANSA（アメリカ国立宇宙管理局。現実のNASAに相当する宇宙機関）に所属する恒星間航行用超光速宇宙船で、正式名称は「リバティー1」。
船体は二等辺三角形に近いくさび形で、船内には4人掛けのコックピットと4台の長期睡眠装置が、また機首上部とコックピット、コンソール下には脱出ハッチが、更に基底部にはリアハッチがそれぞれ設けられている。なお、機首内部は脱出トンネルとなっており、機首側とコックピット側とを繋いでいる。
1972年1月15日にテイラーら4名の宇宙飛行士を乗せてアメリカのケネディ宇宙センターから打ち上げられ、船内時間で約半年、地球時間で約700年の宇宙飛行を続けた後に搭乗員全員が長期睡眠に入り、自動操縦で地球へ帰還する予定であった。しかし、その直後に発生したコンピューターのトラブルにより、禁断地帯のとある内海に不時着した後に水没してしまう。なお、不時着時の地球時間は3978年11月25日、船内時間は1973年6月16日（劇中で直接の描写はない）ごろとなっており、出発から地球時間で約2000年、船内時間では約18月ほど経過していた事になる。
『続・猿の惑星』には同型船「リバティー2」が登場し、テイラー隊の捜索と救助のためブレントら2名を乗せて打ち上げられるが、本機もまた未来の地球に不時着する。
『新・猿の惑星』では、チンパンジーのマイロ達によってイカルス号が湖から引き揚げられて修理され、マイロとコーネリアス、ジーラの3人が地球から脱出する際に使用された。
なお、リブート作品『猿の惑星: 創世記』では、同名の火星探査船が消息を絶っていることが劇中で報道されている。旧シリーズとの直接的な関係性は不明であったが、新シリーズの監督であるマット・リーヴスは本作と繋がる作品である旨を述べており、実際3作目『猿の惑星: 聖戦記』に登場する口を利けない少女ノバは本作のノバと同一人物とされている。ただし年代やイカルス号の特徴などに矛盾が生じているため、厳密に繋がっているわけではない。

## 製作

### 脚本
20世紀フォックスのプロデューサー、アーサー・P・ジェイコブスの依頼を受けロッド・サーリングが執筆した脚本は、最終的にマイケル・ウィルソンによって大きく改変された。
主人公が猿達から理不尽な扱いを受ける描写には、ウィルソンが共産主義者とみなされたために赤狩りの対象になった経験が反映されている。なお、ウィルソンは本作と同じピエール・ブール原作の『戦場にかける橋』やチェ・ゲバラを題材にした『ゲバラ!』の脚本も担当している。

### 原作との違い
原作では猿は独自の言語を用い、主人公がそれを習得して猿たちと意思疎通をするという展開であるが、映画では猿は始めから英語を話している （そして、それが作品の結末への伏線になっている）。
原作では主人公たちが到着したのは、オリオン座の主星ベテルギウスとなっており、結末の場面で「地球もまた、猿の惑星となっていた」となるが、映画では人類が原始人並の知能しか持たず、逆に猿に似た類人猿が高い知能を持って文明を築いており、その謎が判明するのが作品の結末となっている。ちなみにベテルギウスは赤色超巨星であり、恒星としての寿命が非常に短い上、大きさ・明るさも短期間で大きく変動するなどの理由により、実際には地球生物の居住可能な惑星を従えている可能性はないとされる。また、地球からベテルギウスまでの距離はおよそ497光年程度と考えられている。

## エピソード
- 本作の白眉ともいえる、猿の特殊メイクはジョン・チェンバースによるものであり、当時のレベルでは飛び抜けて精巧なものだった。アカデミー賞にメイクアップ賞が設立されたのは10年以上経った1981年であるため、チェンバーズはアカデミー名誉賞を受賞した。
- 本作の制作に関わった小説家・劇作家のウィリアム・サローヤンの甥は、日本で上映された事を驚いたという。理由として、原作者のブールは戦前フランス領インドシナで有色人種を使役していた農場の監督として働いており、戦時中に日本軍の捕虜となって白人と有色人種の立場の逆転を経験したことが、原作小説の執筆動機になっており、「人間を支配する猿＝日本人」という暗喩が込められているとされたからである。しかし、実際にブール本人がこの事について言及したことはない上、日本軍の捕虜になったこともなく、むしろ彼を捕虜にしたのはヴィシー・フランス軍であり、上記の説には証拠となるものが無い。（著者が日本軍の捕虜になった、なっていないと所説あり）
- 猿の惑星の正体が判明する本作のラストシーン（米ソ冷戦の成れの果てをイメージしたと言われている）は非常によく知られており、2005年に発売された日本版DVDでは、最大級のネタバレであるにもかかわらず、大々的にパッケージイラストに描かれている[13]。
- 日本でのテレビ初放映は、1973年12月24日のTBS『月曜ロードショー』枠であった。当時の大作映画は前・後編の二週に分けて放送することが慣例だったが、本作は延長枠で一挙放送したほか「一回こっきりの再放送なし」という事前の"おどし商法"の番組告知も功を奏し、視聴率は37％（ビデオリサーチ）と、当時のテレビ洋画放送の最高視聴率を記録した[14]。また、この影響で裏番組の『夜のヒットスタジオ』（フジテレビ）、『たんぽぽ』（日本テレビ）などは、軒並み視聴率がダウンした[14]。